# 安住啓太郎
安住 啓太郎（あずみ けいたろう、1974年3月5日 - ）は、日本の俳優。総合プロダクション「アズゥ -AZUL-」所属。

## プロフィール
- 東京都出身。血液型A型、身長161cm、体重68kg、B98cm W85cm H92cm S24.5 cm。
- 趣味は、スキー、旅行、映画鑑賞、水中写真。特技は、英会話、舞台照明、ホームページ作成。
- 資格は、普通自動車免許、第四級アマチュア無線技士、2級ファイナンシャル・プランニング技能士、スクーバ・ダイビング・インストラクター（PADI - OWSI）。

## 来歴・人物
- 小学校2年生から小学校6年生まで、NHK東京放送児童合唱団（現：NHK東京児童合唱団）に在籍。
- 1993年、国際基督教大学教養学部入学。大学一年次にオペレッタの舞台に立ったことがきっかけで、舞台の世界に興味を持ち始める。
- 1997年、大学卒業後は一般企業に就職するも、複数の劇団（コミュニケーションラボ21、ミュージカル劇団DREAMなど）に参加。俳優活動に加え、舞台照明技術などを学ぶ。
- 2002年、それまで5年半勤めた一般企業を退職後、ワーキング・ホリデー・ビザを利用して、オーストラリアに一年滞在。
- 2003年、滞在先のオーストラリアで、スクーバ・ダイビングのインストラクター資格（PADI-OWSI）を取得。
- 2004年、帰国後に観た映画『海猿』に影響を受けて、俳優活動を再開。
- 2006年、芸能プロダクション「アリエス」所属。『中居正広の金曜日のスマたちへ』の再現ドラマでデビュー。以降、再現ドラマ、映画を中心に出演。
- 2009年、フリーの俳優として独立。
- 2011年5月、総合プロダクション「アズゥ -AZUL-」を設立、自身の俳優活動に加えて、事務所の代表として、また舞台照明デザイナーとしても活動。

## 出演

### 映画
- 明日への遺言（2007年） - 川上末高衛兵軍曹 役
- TOKYO!「メルド」（2008年） - 政府高官1 役
- 真夏のオリオン（2009年） - イ-81潜水艦 航海長 役
- 彼岸島（2010年） - レジスタンス 役
- 誰かが私にキスをした（2010年） - 医師役／キャスティング・アシスタント
- ライフ・イズ・デッド（2012年） - 阿奈運佐（アナウンサー） 役
- シン・ゴジラ（2016年） - 外務審議官 役[1]

### テレビドラマ
- デビルシャドー（2007年、京都放送） - ゾンビ 役
- 死と彼女とぼく（2012年、テレビ朝日） - 謝っている男 役
- ダブルス〜二人の刑事（2013年、テレビ朝日） - 小柳信次 役
- 孤独のグルメ Season7 第1話    （2018年4月7日、テレビ東京） - 客12 役
- 愛しい嘘〜優しい闇〜 第4話（2022年2月4日、テレビ朝日） - 澤口正一 役
- ホスト相続しちゃいました 最終話（2023年7月4日、関西テレビ・フジテレビ） - 男性 役

### CM
- 大正製薬、Riup（2007年）

### 舞台
- ミュージカル劇団DREAM『オーディション』（2002年、労働スクエア東京） - 大学落語研究会部長 役
- 東京マハロ『エリカな人々』（2009年、萬劇場） - 探偵・浜田徹 役

### ラジオドラマ
- 『DECODERS デコーダーズ 〜ニューメキシコ 幻の黄金ツアー〜』（2008年） - 実況中継のアナウンサー 役（第一話）